# Jozo Tomasevich
Josip « Jozo » Tomasevich (16 mars 1908 - 15 octobre 1994) est un économiste et historien militaire yougoslave, puis croato-américain,. Il a été professeur émérite à l'Université d'État de San Francisco.